# Nastra julia
Nastra julia là một loài bướm ngày thuộc họ Hesperiidae. Nó được tìm thấy ở miền nam Texas phía nam đến central México.
Sải cánh dài 24–29 mm. Con trưởng thành bay quanh năm in miền nam Texas and từ tháng 4 đến tháng 10 in the rest of the range.
Ấu trùng ăn Cynodon dactylon. Adults feed on flower nectar.